# Église chrétienne protestante Batak
L'Église chrétienne protestante Batak (en toba batak : Huria Kristen Batak Protestan, HKBP) est une Église protestante d'Indonésie. Créée le 7 octobre 1861, elle compte entre 3 500 000 et 4 500 000 membres,.

## Fondation
Les premiers missionnaires protestants qui tentent d'atteindre les hauts plateaux où vit l'ethnie Batak, dans le nord de Sumatra, sont des prédicateurs baptistes anglais et américains dans les années 1820 et 1830. Ces tentatives d'évangélisation ont toutes été sans succès.
Dans les années 1840, le linguiste Herman Neubronner van der Tuuk et le botaniste Franz Wilhelm Junghuhn entreprennent d'intenses recherches sur la langue et la culture batak en vue d'une nouvelle tentative d'évangélisation, cette fois sous l'égide de la Société des missions du Rhin (RMG) en 1861. C'est une réussite puisque les premiers baptêmes de Bataks se font la même année. 
Trois ans plus tard, en 1864, le missionnaire Ludwig Ingwer Nommensen rejoint les régions bataks pour y rester jusqu'à sa mort en 1918. Considéré comme l'apôtre du peuple batak, il fonde un village appelé « Huta Dame » (village de la paix) dans le district de Tapanuli, à Tarutung, au nord de Sumatra. Bien qu'appartenant à la Société des missions du Rhin (RMG), il développe une approche mêlant étroitement les coutumes locales aux croyances chrétiennes.

## Développement
La première école pour les évangélistes bataks est créée en 1868. C'est à partir de 1881 que l'Église se dote d'un ordre, ce qui lui permet d'être mieux organisée et de recruter davantage. En 1889, la RMG envoie Sœur Hester Needham pour travailler spécifiquement sur l'évangélisation des femmes bataks.
En 1931, l'Église chrétienne protestante Batak devient la première organisation chrétienne autonome dans ce qui est alors les Indes orientales néerlandaises. En 1952, tout en conservant son caractère autochtone, l'Église devient membre de la Fédération luthérienne mondiale (FLM). Deux ans plus tard, en 1954, elle fonde l'université Nommensen, en réponse à la nécessité de l'enseignement supérieur pour les Indonésiens.
Au fil des ans, un certain nombre de dissidences se sont faites. Cependant, l'Église chrétienne protestante Batak reste la plus grande Église protestante d'Indonésie, avec des congrégations dans de nombreuses parties de l'archipel et dans d'autres pays.
En janvier 2010, deux églises ont été incendiées dans le kabupaten de Padang Lawas.

## Activités
Les principales activités de l'Église chrétienne protestante Batak sont de porter l'Évangile aux non-chrétiens (par exemple parmi les Javanais et les Tamouls de Medan ou encore les tribus à Riau), de fournir des services sociaux (soins aux orphelins, aux aveugles, et aux abandonnés) mais aussi de construire et gérer des écoles, des hôpitaux et d'autres centres de santé pour lutter contre le sida, la violence ou encore la pauvreté.